# جيمس رينيه
جيمس رينيه (بالإنجليزية: James Rene؛ بالفرنسية: James Rene) هو لاعب كرة قدم بريطاني وهايتي، ولد في 2 فبراير 1986 في كاب هايتيان في هايتي. لعب مع AFC Academy ‏.

## وصلات خارجية
- جيمس رينيه على موقع قاعدة بيانات كرة القدم.إي يو (الإنجليزية)
- جيمس رينيه على موقع ناشيونال فوتبول تيمز (الإنجليزية)